# Edelsteinminen Steinkaulenberg

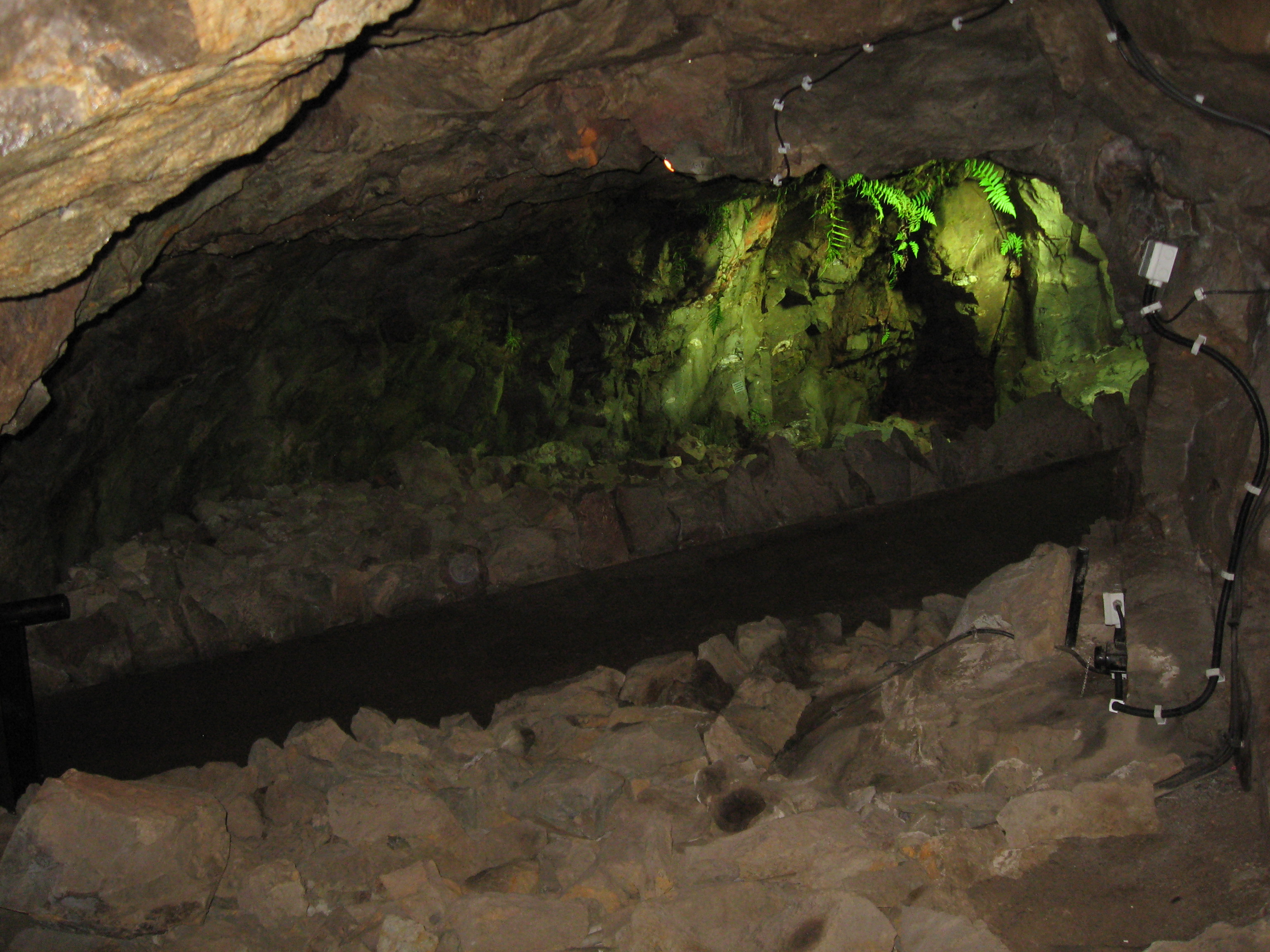
Blick in den Besucherstollen des Steinkaulenbergs

Die Edelsteinminen Steinkaulenberg sind ein Schaubergwerk in Idar-Oberstein. Sie gelten als die einzigen „Mineralienminen“  * in Europa, die für Besucher zugänglich sind.

## Geologie
Der Steinkaulenberg bei Idar-Oberstein befindet sich am Nordwestrand des Saar-Nahe-Beckens. Die Füllung dieses fossilen Sedimentbeckens besteht aus siliziklastischen Sedimentgesteinen des Oberkarbons (einschließlich teils mächtiger Kohleschichten) und aus ebensolchen Sedimentgesteinen aber auch vulkanischen Gesteinen des Perms (Rotliegend-Serie). Der Steinkaulenberg ist aus Vulkangesteinsschichten des unteren Oberrotliegend aufgebaut, die unter der Bezeichnung Grenzlager-Gruppe zusammengefasst werden, weil sie sich zwischen mächtigen Sedimentabfolgen des Unter- und Oberrotliegend befinden (entspricht in etwa der Donnersberg-Formation der aktuellen Nomenklatur). Das Gestein wird nach seiner genauen Zusammensetzung als Latitandesit bezeichnet. Dabei handelt es sich um ein intermediäres Vulkangestein, das heißt, es weist einen moderat hohen SiO2-Anteil auf. Es ist im unverwitterten Zustand sehr dunkel und besitzt ein porphyrisches Gefüge mit Einsprenglingen aus Feldspat. Auch die sehr feinkörnige Grundmasse des Gesteins besteht überwiegend aus Feldspat. Plagioklas (Kalknatronfeldspat) stellt insgesamt mehr als 50 % des Feldspatanteils. Daneben enthält das Gestein Kalifeldspat, Quarz, Pyroxen sowie in geringeren Anteilen weitere Minerale. Die Edelsteine des Steinkaulenbergs sind Varietäten des Minerals Quarz (siehe unten). Sie füllen größere Hohlräume im Gestein.

## Geschichte
Die Edelsteinvorkommen im Saar-Nahegebiet werden erstmals 1375 von dem Metzer Domherrn Otto von Diemeringen erwähnt. Die Herren von Oberstein erlaubten als zuständige Landesherren ihren Untertanen das Graben nach Edelsteinen gegen Abgabe eines jeden dritten Zentners der Ausbeute in der Umgebung um die heutigen Minen. 
Ursprünglich suchten die Edelsteingräber über Tage nach den Edelsteinen. Die Abraumfelder nannte man „Kaulen“ daher auch der Name Steinkaulenberg. Erst später wurde auch unter Tage nach Edelsteinen gesucht und es wurden Stollen in die Berge abgeteuft. Während der französischen Besatzung ab 1792 galt daher auch das französische Bergrecht das noch bis 1874 volle Gültigkeit hatte und den Abbau der Edelsteine ordnungsrechtlich regelte. 
Ab 1875 wurde der Abbau eingestellt, nachdem zuvor waren bereits zwei Generationen Idar-Obersteiner im Minenbau Brasiliens tätig waren. Diese schafften große Mengen neuen Rohmaterials zur Weiterführung der Edelsteinindustrie heran. Im Jahr 1978 wurden die verschütteten Stollen wieder freigelegt und für den Fremdenverkehr erschlossen.
Betrieben wird der Steinkaulenberg seither von der Edelsteinminen GmbH Idar-Oberstein. Sie ist eine hundertprozentige Tochter des Fördervereins Steinkaulenberg-Weiherschleife e. V. und führt die Geschäfte der Edelsteinminen. Der Fördervereins Steinkaulenberg-Weiherschleife e. V. wurde ebenfalls 1978 gegründet, Mitglied des Vereins kann jede natürliche und juristische Person werden.

## Besucherstollen und Mineralisation

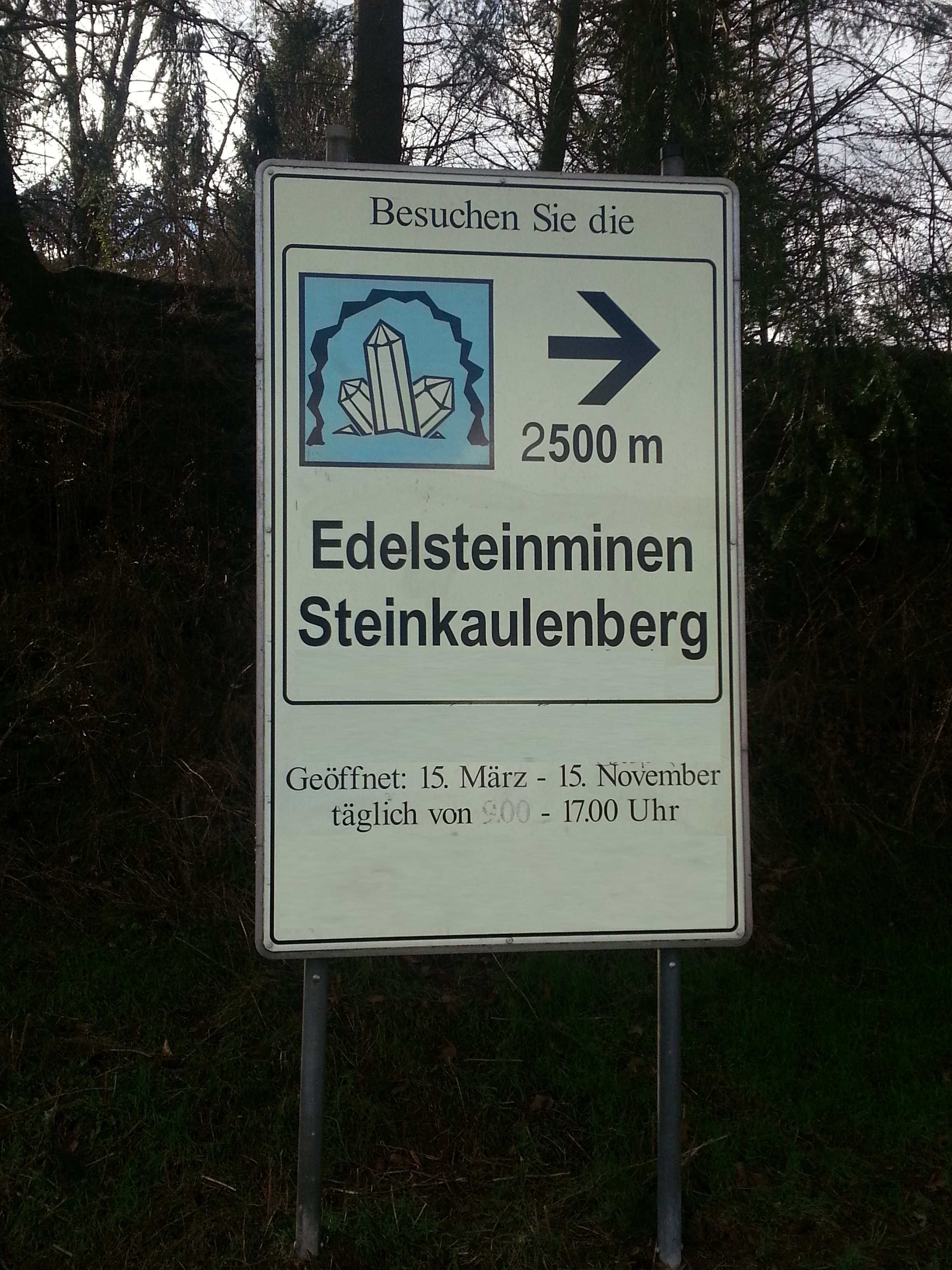
Wegweiser zur Edelsteinmine

Der Schaustollen im Steinkaulenberg ist etwa 400 Meter lang. Gruppenweise werden die Besucher durch den Stollen geführt und können sich die Entstehung der Mineralisation, die Geschichte des Abbaues und die Weiterverarbeitung der Edelsteine anschauen. Geöffnet ist er jeweils vom 15. März bis 15. November. ** Im Winter ist keine Besichtigung möglich. Pro Saison kommen etwa 50.000 Besucher.
Die in den Minen vorkommenden Edelsteine sind sowohl mikrokristalline (extrem feinkörnige) als auch makrokristalline Varietäten des Minerals Quarz (chemisch: Siliziumdioxid, SiO2). Da Quarz im Allgemeinen und seine Varietäten im Besonderen nicht allzu selten sind und auch eine für Edelsteine vergleichsweise geringe Härte haben (Quarz hat Mohs’sche Härte 7, Korund – mit den Varietäten Rubin und Saphir – hat Härte 9, Diamant hat Härte 10), spricht man hierbei auch von „Halbedelsteinen“. Die mikrokristallinen Quarzvarietäten im Steinkaulenberg sind Achat und Jaspis, die makrokristallinen sind Amethyst (violett gefärbt), Rauchquarz (graubräunlich) und Bergkristall (hochtransparent-farblos).
Die Mineralisation im Steinkaulenberg ist nicht zusammen mit dem Vulkangestein, in dem sie sich befindet, entstanden, sondern erst später. Der Quarz ist hierbei in natürlichen Hohlräumen im Gestein aus SiO2-haltigen, heißen, wässrigen Lösungen ausgefällt worden. Diese verfüllten Hohlräume werden Geoden, Mandeln oder Drusen genannt. Makrokristalliner Quarz tritt dabei oft im Inneren einer randlich aus mikrokristallinem Quarz bestehenden Geode auf. Die Quarzgeoden können im Besucherstollen noch im „Muttergestein“ angeschaut werden.

## „Edelsteincamp“
Auf ehemaligen Abraumhalden sind Schürffelder angelegt worden, in denen vor allem Kinder- und Jugendliche selbst nach Edelsteinen suchen können. ** Die dort zu findenden Objekte werden jedoch zur Förderung der touristischen Attraktivität auf den Feldern ausgebracht. Im Edelsteincamp erhalten die „Hobbyschürfer“ Hacken, Pickel und Spaten zur Verfügung gestellt. Vor Ort wird den Gruppen zudem die Möglichkeit gegeben, Spießbraten und andere Grillwaren auf dem Feuer zuzubereiten.